# Magdalena Jangard
Britta Magdalena Jangard, född 18 augusti 1962 i Farsta i Stockholm, är en svensk filmproducent och filmchef. Sedan 2019 är hon chef för produktionsstöd vid Svenska Filminstitutet.

## Biografi
Jangard har studerat kulturvetenskap och senare filmproduktion vid Dramatiska Institutet. År 1993 började hon arbeta som producent på SVT Drama och åren 1999–2004 var hon chef för SVT Drama i Göteborg. Jangard har även arbetat vid Film i Väst som ansvarig för kort- och dokumentärfilmsverksamheten och som rådgivare för långfilm. Hon har suttit i styrgruppen för Danska Filminstitutets public service-fond samt och arbetat som producent på flera svenska produktionsbolag. Mellan 2016 och 2018 var Jangard vd för produktionsbolaget Anagram Sverige.
Åren 2012–2015 var hon verksam som långfilmskonsulent på Svenska Filminstitutet. År 2019 återvände hon till filminstitutet som chef chef för Produktionsstödsenheten.
Jangard har bland annat varit producent till TV-serier som Percy tårar (1996), Rederiet (1998), Saltön (2005) och Playa del Sol (2009).